# المرأة في الفلسفة

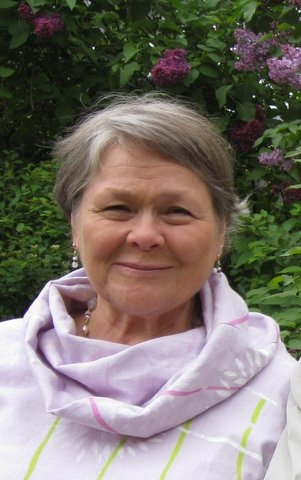
فيلسوفة أمريكية في العقل والفن سوزين لانجر(1895–1985) كانت أول امرأة تكون مشهورة مهنيًا كفيلسوفة أمريكية. أكثر كتبها شهرة من بين 1942 كتابًا هو الفلسفة بمفتاح جديد

انخرطت المرأة في الفلسفة عبر تاريخه. وعلى الرغم من وجود فيلسوفات منذ العصور القديمة، لكن عددًا قليلًا نسبيًا منهن كان معترفًا به وذلك خلال العصور القديمة والوسطى والحديثة والمعاصرة، خاصة خلال القرنين العشرين والواحد والعشرين، إذ لم تُصنف أي امرأة تقريبًا ضمن المرجعية الأدبية الغربية الفلسفية.
في آسيا، كانت المرأة جزءًا أساسيًا في الفلسفة في العصور القديمة. في أقدم نص للأبانيشاد، نحو 700 قبل الميلاد، شكلت الفيلسوفات غارغي ومايتري جزءًا من الحوارات الفلسفية مع الحكيم ياجنافالكيا. وأوبهايا بهاراتي (نحو 800 للميلاد) وأكا ماهاديفي (1130-1160) وغيرهن من المفكرات المعروفات في التقاليد الفلسفية الهندية. أما في الصين، فقد أشاد كونفوشيوس بجينغ جيانغ من لو (القرن الخامس قبل الميلاد) لكونها حكيمة وقدوةً لطلابه، بينما كتبت بان تجاو (45-116) العديد من النصوص التاريخية والفلسفية المهمة. وفي كوريا، كانت إيم يونجيدانغ (1721- 1793) من بين الفيلسوفات البارزات خلال عصر تشوسون الوسيط المستنير. ومن بين الفيلسوفات المسلمات البارزات رابعة العدوية من البصرة (714-801)، وعائشة الباعونية من دمشق (توفيت في 1517)، ونانا أسماء بنت عثمان فودي (1793-1864) من خلافة صكتو التي تُعرف اليوم باسم نيجيريا. وفي بدايات استعمار أمريكا اللاتينية، عُرفت الفيلسوفة سور خوانا إينيس دي لا كروث (1595-1651) باسم «عنقاء أمريكا».
في الفلسفة القديمة في الغرب، في حين أن الفلسفة الأكاديمية كانت عادةً مجالًا للفلاسفة الذكور مثل أفلاطون وأرسطو، ظهرت فيلسوفات أمثال هيباركيا من مارونيا (عاشت عام 325 ق.م)، وأريت من سيرين (عاشت في القرن الخامس - الرابع ق.م)، وأسبازيا من ميليتوس (470-400 ق.م) خلال تلك الفترة. ومن بين الفيلسوفات البارزات في العصور الوسطى هيباتيا (القرن الخامس)، والقديسة هيلدغارد من بينغن (1098-1179)، والقديسة كاترينا من سيينا (1347-1380). أما الفيلسوفات الحديثات فأبرزهن ماري وولستونكرافت (1759-1797) وسارة مارغريت فولر (1810-1850). ومن بين الفيلسوفات المعاصرات المؤثرات إديت شتاين (1891-1942)، وسوزان لانغر (1895-1985)، وحنة آرنت (1906-1975)، وسيمون دي بوفوار (1908-1986)، وإليزابيث أنسكوم (1919-2001)، وماري ميدغلي (1919–2018)، وفيليبا فوت (1920-2010)، وماري وارنوك (1924-2019)، وجوليا كريستفا (ولدت عام 1941)، وباتريسيا تشيرتشلاند (ولدت عام 1943)، وسوزان هاك (ولدت عام 1945).
في أوائل القرن التاسع عشر، بدأت بعض الكليات والجامعات في المملكة المتحدة والولايات المتحدة بقبول النساء، ما أدى إلى ظهور أجيال جديدة من الأكاديميات. ومع ذلك، تشير تقارير وزارة التعليم الأمريكية في تسعينيات القرن الماضي إلى أن الفلسفة هي واحدة من أقل المجالات تناسبًا في العلوم الإنسانية فيما يتعلق بالجنس. إذ تشكل النساء أقل من 17% من أعضاء هيئة التدريس في الفلسفة في بعض الدراسات. وفي عام 2014، وصفت شركة إينسايد هاير إيديوكيشن الإعلامية الفلسفة: «تاريخ الفرع الطويل من كره النساء والتحرش الجنسي» للطالبات والأستاذات. وقد ذكرت جينيفر سول، أستاذة الفلسفة في جامعة شفيلد، في عام 2015 أن النساء «يتركن الفلسفة بعد تعرضهن للتحرش أو الاعتداء أو الإجراءات الانتقامية».
في أوائل التسعينيات، ادعت الرابطة الفلسفية الكندية أن هناك عدم توازن بين الجنسين وتمييزًا على أساس الجنس في المجال الأكاديمي للفلسفة. وفي يونيو 2013، صرحت أستاذة علم اجتماع أمريكية أنه «من بين جميع الاقتباسات الحديثة في أربع مجلات فلسفية مرموقة، تشكل المؤلفات النساء 3.6% فقط من المجموع». مثلما أثار محرّرو موسوعة ستانفورد للفلسفة مخاوف بشأن التمثيل الضئيل للفيلسوفات، وطالبوا المحررين والكتاب أن يضمنوا تمثيل مساهمات الفيلسوفات. ووفقًا لـ يوجين صن بارك، «يهمين البيض على الفلسفة، كما الذكور. ويوجد هذا التجانس في معظم النواحي وعلى جميع مستويات الفرع». وتجادل سوزان برايس بأن «المرجعية الفلسفية مازالت تحت هيمنة الرجال البيض، هذا الفرع الذي ما يزال يرضخ لأسطورة أن العبقرية مرتبطة بجنس». ووفقًا لسول، «الفلسفة هي أقدم العلوم الإنسانية، وأكثرها ذكوريةً (وبياضًا- العرق الأبيض). في حين أن مجالات أخرى من العلوم الإنسانية باتت قريبة من التكافؤ بين الجنسين، فإن الفلسفة في الواقع يغلب عليها الذكور أكثر من الرياضيات حتى».

## التمثيل ومناخ العمل
في أوائل التسعينيات، زعمت الرابطة الفلسفية الكندية أن «هناك أدلة دامغة» على «عدم التوازن بين الجنسين في الفلسفة» و«التمييز على أساس الجنس والانحياز في العديد من منتجاتها النظرية». وفي عام 1992، أوصت الرابطة بأن «تشغل النساء خمسين بالمئة من المناصب في الفلسفة». وقد كتبت أستاذة الفلسفة في معهد ماساتشوستس للتكنولوجيا سالي هاسلانغر في مقال صدر عام 2008 بعنوان «تغيير أيديولوجيا وثقافة الفلسفة: ليس بالمنطق (وحده)»، بأن أفضل 20 من برامج الدراسات العليا للفلسفة في الولايات المتحدة تضم بين 4 بالمئة إلى 36 بالمئة من النساء بين مدرسيها. وفي يونيو 2013، صرحت أستاذة علم الاجتماع بجامعة ديوك كيران هيلي بأن «من بين جميع الاقتباسات الحديثة في أربع مجلات فلسفية مرموقة، تشكل الكاتبات 3.6 بالمئة فقط من المجموع». «مثلما أثار محررو موسوعة ستانفورد للفلسفة مخاوف بشأن التمثيل الضئيل للفيلسوفات؛ فإن الموسوعة شجعت الكتاب والمحررين والمراجعين على المساعدة لضمان ألا تتجاهل مدخلات الموسوعة أعمال النساء أو أي جماعات أخرى بشكل عام».
في عام 2014، نشر أستاذا الفلسفة نيفين سيزارديك ورافائيل دي كليرك مقالًا بعنوان «المرأة في الفلسفة: مشاكل مع فرضية التمييز». وكُتب في المقالة أنه «يعزو عدد من الفلاسفة التمثيل الناقص للمرأة في الفلسفة إلى حد كبير إلى التحيز ضد المرأة أو لشكل من أشكال التمييز الجائر ضد المرأة». وتشمل الأدلة المستشهد بها «الفوارق بين الجنسين التي تزداد على طول الطريق من الطالب الجامعي إلى عضو هيئة التدريس بدوام كامل»؛ و«روايات عن التمييز في الفلسفة»؛ و«الأبحاث حول التمييز على أساس الجنس في تقييم المخطوطات والمنح والسيرة الذاتية في التخصصات الأكاديمية الأخرى»؛ و«البحوث النفسية حول التمييز الضمني»؛ و«البحوث النفسية حول تهديد الصورة النمطية»، و«العدد القليل نسبيًا من المقالات المكتوبة من منظور نسوي في المجلات الرائدة في الفلسفة». يجادل كل من سيزارديك ودي كليرك بأن «مؤيدي فرضية التمييز، بمن فيهم فلاسفة مهمون، يميلون إلى تقديم الأدلة بشكل انتقائي».
وصرحت الفيلسوفة الأمريكية سالي هاسلانغر في عام 2008 بأنه «من الصعب جدًا العثور على مكان في الفلسفة لا يعادي النساء والأقليات بشكل نشط، أو على الأقل يفترض أن الفيلسوف الناجح يجب أن يبدو ويتصرف مثل رجل (تقليدي أبيض). وتقول هاسلانغر إنها عايشت «حالات جرى فيها التشكيك بالمرأة في مرحلة الدراسات العليا لمجرد أنها كانت متزوجة، أو أنجبت طفلًا (أو توقفت عن الدراسة لمدة كي تنجب طفلًا، فتعود إلى الفلسفة كطالبة «كبيرة في السن»)، أو كانت في علاقة عن بُعد». وتدعي الفيلسوفة الأمريكية مارثا نوسباوم، التي حصلت على الدكتوراه في الفلسفة من جامعة هارفارد في عام 1975، أنها واجهت قدرًا هائلًا من التمييز خلال دراستها في هارفارد، بما في ذلك التحرش الجنسي وعوائق في الحصول على رعاية لابنتها.
في يوليو 2015، تناولت الفيلسوفة البريطانية ماري وارنوك مسألة تمثيل المرأة في أقسام الفلسفة في الجامعات البريطانية، حيث تشكل النساء 25% من أعضاء هيئة التدريس. ذكرت وارنوك أنها «ضد التدخل، عن طريق الكوتا العرقية أو غيرها، لزيادة فرص عمل المرأة» في الفلسفة. كما تجادل بالقول «لا يوجد شيء ضار جوهريًا في عدم التوازن هذا» وتقول إنها «لا تعتقد أنه يظهر تمييزًا واعٍ ضد النساء». وصرح الفيلسوف جوليان باجيني أنه يعتقد أن هناك «تمييزًا واعٍ ضئيل أو معدوم ضد المرأة في الفلسفة». وفي الوقت نفسه، يذكر باجيني أنه قد يكون هناك «قدر كبير من التمييز غير الواعي» ضد النساء في الفلسفة، لأن الفلسفة عمومًا لا تتناول قضايا الجنس أو العرق.